# North Beach (San Francisco)

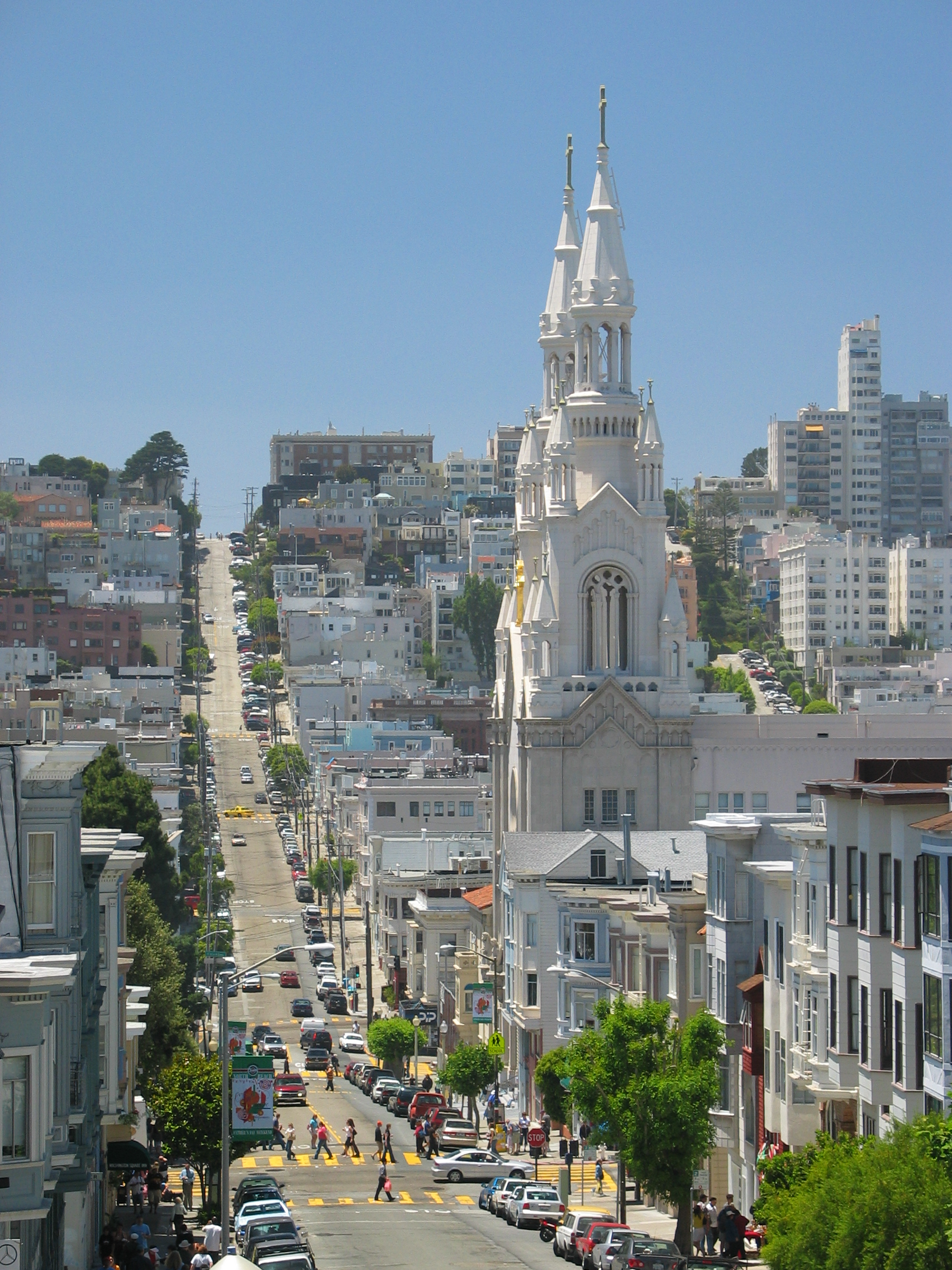
Blick auf die steile Filbert Street gegen Westen

North Beach ist ein Stadtteil in San Francisco. 

## Lage
Dieser von italienischen Einwanderern geprägte Bezirk (auch „Little Italy“ genannt) liegt im Nordosten an der Bucht zwischen Chinatown und Fisherman’s Wharf. Ein Hügel im Stadtteil Russian Hill hält vom Pazifik kommende Wolken ab, so dass North Beach tendenziell mehr sonnige Tage als der Rest der Stadt hat. Vor allem wegen der vielen italienischen Restaurants und Cafés ist dieser Stadtteil bei den Einwohnern von San Francisco beliebt. Die Sts. Peter and Paul Church gehört mit dem gegenüber liegenden und durch die Filbert Street getrennten Washington Square zum Zentrum von North Beach.
North Beach wird begrenzt durch die ehemalige Barbary Coast, dem heutigen Jackson Square, den Financial District südlich des Broadway, Chinatown südwestlich von Columbus unterhalb der Green Street, Russian Hill im Westen, Telegraph Hill im Osten und Fisherman’s Wharf an der Bay Street im Norden.
Die Hauptkreuzungen sind Union und Columbus, die südwestliche Ecke des Washington Square, Grant Avenue und Vallejo Street.
Der etwas kompakte Grundriss des Viertels besteht aus Wohnungen, Doppelhäusern und viktorianischen Häusern, als die Bewohner das Viertel nach der vollständigen Zerstörung nach dem Erdbeben und dem Brand von 1906 wieder aufbauten.

## Geschichte
Um 1830 – spätestens 1844 – nutzte die Mexikanerin Juana Briones y Tapia de Miranda die unbebaute Fläche des heutigen Washington Square zu Gemüseanbau und Rinderhaltung. Die ersten Häuser im viktorianischen Baustil entstanden hier um 1847; ein großer Teil von ihnen wurde beim Erdbeben von San Francisco 1906 zerstört. Die viktorianischen Holzhäuser wurden um 1920 wieder aufgebaut.
Um 1953 entstand in North Beach die literarische Bewegung der Beat Generation. Insbesondere im dortigen Vesuvio Café verkehrten Autoren wie Lawrence Ferlinghetti, Jack Kerouac, Dylan Thomas und Neal Cassady. Auch Ferlinghettis nahebei liegender und 1953 gegründeter City Lights Bookstore wurde zum Treffpunkt.

## Persönlichkeiten
- BJ Papa (1936–2008), Jazzpianist und Musikpädagoge